# Syrische Nationale Raad
De Syrische Nationale Raad (Arabisch: المجلس الوطني السوري; Koerdisch: Encumena Nîştimaniya Sûriye; Turks: Suriye Ulusal Geçiş Konseyi) (al-Majlis al-Waṭanī as-Sūri), ook wel bekend als de SNC, de Syrische Nationale Overgangsraad of de Nationale Raad van Syrië, is een coalitie van Syrische oppositiegroepen gevestigd in Istanboel, Turkije. Het werd opgericht als een Syrische oppositiecoalitie in 2011 tijdens de Syrische Burgeroorlog tegen de regering van Bashar al-Assad. Na de oprichting vroeg de raad zelf naar internationale erkenning, maar ontkende de rol te willen spelen van een regering in ballingschap. Dit veranderde een paar maanden later, toen het geweld in Syrië steeds intenser werd. De Syrische Nationale Raad streeft naar de oprichting van een moderne, burgerlijke, democratische staat. Het Nationale Handvest van de SNC haalt de mensenrechten, onafhankelijke rechtspraak, persvrijheid, democratie en politiek pluralisme aan als zijn leidende principes.
Hoofdrolspeler binnen de SNR is de Moslimbroederschap.